# Liste der Kulturdenkmäler in Sankt Johann (bei Mayen)
In der Liste der Kulturdenkmäler in Sankt Johann sind alle Kulturdenkmäler der rheinland-pfälzischen Ortsgemeinde Sankt Johann aufgeführt. Grundlage ist die Denkmalliste des Landes Rheinland-Pfalz (Stand: 27. Oktober 2023).

## Denkmalzonen
| Bezeichnung                    | Lage                        | Baujahr                       | Beschreibung | Bild            |
| ------------------------------ | --------------------------- | ----------------------------- | --- | --------------- |
| Denkmalzone Schloss Bürresheim | nordwestlich des Ortes Lage | ab dem späten 13. Jahrhundert | auch Kölner Burg: Zugang und Nebengebäude aus dem 18. Jahrhundert, untere Burg, spätes 13. Jahrhundert, Oberburg, im Kern um 1300, sogenannter Kanonenweg, Vogtsamtshaus, zweite Hälfte des 14. Jahrhunderts, Amtshaus, bezeichnet 1660; französischer Garten, um 1680, Brunnen 1683 | Fotos hochladen |

## Einzeldenkmäler
| Bezeichnung                                                         | Lage                                          | Baujahr                    | Beschreibung | Bild                                    |
| ------------------------------------------------------------------- | --------------------------------------------- | -------------------------- | --- | --------------------------------------- |
| Wohnhaus                                                            | Hauptstraße 18 Lage                           | 18. Jahrhundert            | eingeschossiger Putzbau, Fachwerkgiebel, abgewalmtes Mansarddach, 18. Jahrhundert                                           | BW                                      |
| Nische                                                              | Hauptstraße, an Nr. 30 Lage                   |                            | barocke Muschelnische mit Kopf                                                                                              | BW                                      |
| Schul- oder Rathaus                                                 | Kirchstraße 2 Lage                            | Mitte des 19. Jahrhunderts | ehemaliges Schul- oder Rathaus (?); Basaltquaderbau, Mitte des 19. Jahrhunderts                                             | Fotos hochladen                         |
| Katholische Pfarrkirche St. Johannes Baptist und Antonius von Padua | Kirchstraße 4 Lage                            | 1784/85                    | barocker Saalbau, 1784/85, Hofbaumeister Michael Wirth, Ehrenbreitstein; Turm mit Umgang und Kriegergedächtniskapelle, 1924 | weitere Bilder Fotos hochladen          |
| Grabplatten und -kreuz                                              | Kirchstraße, bei der Kirche Lage              | 17. bis 19. Jahrhundert    | neun Grabplatten, 17. und 18. Jahrhundert; Grabkreuz, 1840                                                                  | Fotos hochladen                         |
| Wegekreuz                                                           | Mayener Straße, bei Nr. 4 Lage                | 1703                       | Wegekreuz, bezeichnet 1703                                                                                                  | BW                                      |
| Kreuz                                                               | Neustraße, Ecke Bürresheimer Straße Lage      |                            | Kreuzfragment, barocker Altarsockel und Muschelnische                                                                       | BW                                      |
| Wegekreuz                                                           | am östlichen Ortseingang an der K 21 Lage     | 1820                       | Wegekreuz, bezeichnet 1820                                                                                                  | Fotos hochladen                         |
| Wegekreuz                                                           | nordwestlich des Ortes bei Schloss Bürresheim | 1652                       | Wegekreuz, bezeichnet 1652                                                                                                  | Direkt Bild zu diesem Denkmal hochladen |